# Società Sportiva Dilettantistica Città di Gela
Società Sportiva Dilettantistica Città di Gela é um clube de futebol italiano da cidade de Gela que disputa a Eccellenza da Sicília. Fundada em 1994 após a fusão entre a Juventina e a Terranova resultando na Juveterranova disputando por 8 anos consecutivos a Série C2. Em 2000 adiciona Gela ao nome, em 2004-05 consegue o acesso à Série C1, ao final da temporada 2005-06 entra em processo de falência com denúncias de falsificar documentos e é refundada na Série C2 sob o nome de Gela Calcio Spa. 
Excluída do futebol profissional em 2011, retomou as atividades no mesmo ano, agora no futebol amador
Em 2019, após entrar em falência pela terceira vez, é refundada com o nome Società Calcistica Gela Società Sportiva Dilettantistica e se inscreve para a Seconda Categoria (quinta divisão).
Manda seus jogos no estádio Vincenzo Presti, que possui capacidade para 4.200 lugares. Suas cores são o azul e o branco.

## External links
- Site oficial